# Amazon Mechanical Turk
Amazon Mechanical Turk es un mercado el cual consiste en una plataforma de crowdsourcing que requiere inteligencia humana. Esta plataforma sirve para trabajos simples y de bajo precio unitario que requieren un cierto nivel de inteligencia que una máquina no puede hacer. La plataforma permite que los solicitantes ingresen al sistema unidades de trabajos (HIT, “Human Intelligence Tasks” o “Tareas de Inteligencia Humana”) y los trabajadores (“Turkers”) pueden consultar dichos trabajos y finalizarlos. Éstos, a cambio, reciben una recompensa económica impuesta por el solicitante.

## Información general
Amazon Mechanical Turk es un portal de propiedad de Amazon (y que utiliza su infraestructura tecnológica). 
Éste permite: definir sus HIT (incluida la salida deseada, el formato de la salida, la forma en que se muestran sus elementos de trabajo y cuánto pagará por su realización), cargar millones de HIT en el mercado para que se lleven a cabo, cualificar al personal, pagar solo por el trabajo de calidad y recuperar los resultados mediante las API. 
La plataforma tiene como objetivo que el acceso a la inteligencia humana sea sencillo, escalable y rentable.

## Historia
El nombre “Mechanical Turk” proviene de 1769. El noble húngaro Wolfgang von Kempelen dejó atónitos a los europeos al crear un autómata mecánico que jugaba al ajedrez y podía vencer a prácticamente cualquier oponente. El autómata de Kempelen, conocido como "Turk", era un maniquí de madera de tamaño real. Se sentaba detrás de un pequeño armario y recorrió Europa ganando a Benjamin Franklin y Napoleón Bonaparte. Para convencer a los escépticos, Kempelen abría las puertas del armario y mostraba el entramado de mecanismos: ruedas dentadas y muelles que hacían funcionar su invento. Los convencía de que había construido una máquina que tomaba decisiones a través de la inteligencia artificial. Lo que el público no sabía era que detrás de Mechanical Turk se escondía un secreto: un experto en ajedrez bien oculto en su interior. De ahí que Mechanical Turk tenga un nombre muy apropiado, pues aunque aparentemente se obtienen resultados de máquinas, en realidad se obtienen de cientos de miles de humanos que hacen el trabajo en paralelo y a veces en minutos.

## Trabajadores e interfaces de solicitante
Los usuarios que visitan la web de Mechanical Turk tienen la opción de convertirse o bien en trabajador o bien en solicitante. 
Los trabajadores tienen acceso a un panel de control que muestra tres diferentes pestañas: ganancias totales, el estado de las HIT y las HIT totales. 
- Ganancias totales: muestra las ganancias totales que un trabajador ha recibido de la realización de tareas humanas de inteligencia, las ganancias hechas de bonos y la suma de estas dos.
- Estado de su HIT: muestra una lista de las actividades diarias y los ingresos diarios, junto con el número de visitas que fueron presentados, aprobados, rechazados o en espera durante ese día.
- HIT totales: muestra información sobre las HIT que han sido admitidas o están en trámite (incluyen los porcentajes de éxitos que se presentaron, devueltos o abandonados y el porcentaje de éxitos que fueron aprobados, rechazados o en espera de los que se presentaron).

Los solicitantes (empresas o desarrolladores independientes) que necesiten que se realicen las HIT pueden utilizar las API de Amazon Mechanical Turk para acceder a miles de empleados bajo demanda, de calidad alta, a bajo coste y de todo el mundo y, a continuación, integrar mediante programación los resultados de dicho trabajo directamente en sus procesos y sistemas empresariales. Mechanical Turk permite a los solicitantes conseguir sus objetivos más rápidamente y a un coste más bajo de lo que antes era posible. 
Cuando los solicitantes envían su HIT, éstos deben especificar cuánto tiempo tienen los trabajadores para completar el trabajo, cuántas personas quiere que desarrollen cada tarea, cuánto pagará por el trabajo y detalles específicos sobre el trabajo que desea que se complete.

## Aspectos destacados del servicio

### Personal bajo demanda
Amazon Mechanical Turk proporciona acceso a un mercado de trabajadores que pueden ayudarle a completar su trabajo siempre que los necesite y allí donde los necesite y, siempre que su empresa los necesite.

### Herramientas de gestión de calidad
Amazon Mechanical Turk permite a más de un usuario enviar una respuesta al mismo HIT. Cuando un número específico de usuarios dan la misma respuesta, la HIT se aprueba automáticamente. El pago solamente se hace a los que se consideran buenos resultados. Si el resultado no es el adecuado, el trabajo es rechazado y no es necesario pagar al usuario.

### Estructura de coste más baja
Los costes fijos y adicionales asociados con la contratación y gestión de personal temporal a menudo pueden ser considerables. Amazon Mechanical Turk ayuda a reducir los costes de manera significativa puesto que los empleados son bajo demanda.

### Determinación del precio
Los empleados son libres de trabajar en las tareas que encuentren más interesantes, las que les guste completar o las que mejor se paguen. 
Las empresas son libres a la hora definir los pagos. Cuando la finalidad es atraer a un alto número de empleados y aumentar el rendimiento, las tarifas son más altas. Si en cambio se dispone de más flexibilidad en la finalización de la tarea, las tarifas son más bajas.
Los pagos en Mechanical Turk se hacen en cooperación con Amazon Payments.

### Cualificación del personal
Amazon Mechanical Turk permite cualificar a los usuarios antes de que puedan trabajar en sus tareas mediante pruebas rápidas. Las cualificaciones pueden ser una serie de preguntas, la realización de tareas de ejemplo o bien se puede pedir que los usuarios hayan respondido históricamente a un porcentaje mínimo de sus HIT enviadas de manera correcta.

## Aplicaciones

### Búsqueda de personas desaparecidas
En 2007, el servicio comenzó a ser utilizado para buscar personas desaparecidas. La primera vez que se intentó usar fue para la búsqueda de James Kim, pero antes de progresar en el desarrollo del servicio se encontró. 
Ese verano también desapareció el informático Jim Gray en su yate. Su amigo Werner Vogels hizo modificaciones para DigitalGlobe, proporcionando así datos de satélite de Google Maps y Google Earth, poniendo fotografías recientes de las islas Farallón en Mechanical Turk. Gracias a un artículo publicado en la primera página del Digg atrajo a 12.000 investigadores que trabajaron junto a él. Aun así, la búsqueda no tuvo éxito. 
En septiembre de 2007, se repitió una tarea similar en la búsqueda de aviador Steve Fossett. Se les pidió a los usuarios de Mechanical Turk que localizasen imágenes con “objetos extraños”. Pero esta búsqueda tampoco tuvo éxito.

### Experimentos en ciencias sociales
A partir de 2010, numerosos investigadores han explorado la viabilidad de Mechanical Turk para reclutar a los sujetos en experimentos sobre ciencias sociales. Los investigadores encontraron que la muestra de encuestados obtenidos a través de Mechanical Turk no coincidía con las características de la población de los EE. UU. Se determinó que el servicio funciona mejor para el muestreo aleatorio de la población, en cambio tiene menos éxito con los estudios que requieren definir con mayor precisión las poblaciones.

### Investigación artística y educativa
El artista Aaron Koblin usó la plataforma para crear dos proyectos "Ten Thousand Cents" , una obra de arte digital que combinando miles de dibujos individuales se representa un billete de 100 dólares y "The Sheep Market" , otra obra de arte digital que consistía en dibujar una oveja mirando a la izquierda.
Scott McMaster también usó esta herramienta para la investigación educativa. Llevó a cabo dos pruebas piloto. Los participantes tenían que visualizar conjuntos de palabras en dibujos y llenar después una encuesta demográfica.

## Programación a terceros
Los programadores han desarrollado diversas extensiones del navegador y scripts diseñados para simplificar el proceso de completar HIT. Sin embargo, Amazon desaprueba sacar el elemento humano, lo que conlleva a prohibir las cuentas que utilizan bots automatizados.

### API
Amazon Mechanical Turk ofrece una Interfaz de Programación de Aplicaciones (API) de servicios web para que los ordenadores integren la inteligencia artificial directamente en su procesamiento al realizar solicitudes a humanos. 
Los desarrolladores utilizan la API de servicios web de Amazon Mechanical Turk para enviar tareas al sitio web de Amazon Mechanical Turk, aprobar las tareas completadas e incorporar las respuestas a sus aplicaciones de software. Para la aplicación, la transacción tiene una apariencia similar a la de cualquier llamada a procedimiento remoto: la aplicación envía la solicitud y el servicio proporciona los resultados.

## Casos de usos

### Procesamiento de fotos/ vídeos
Amazon Mechanical Turk es ideal para procesar imágenes. Aunque es difícil para los ordenadores, se trata de una tarea increíblemente fácil de hacer para las personas, como:
- Etiquetar los objetos encontrados en una imagen para facilitar la búsqueda
- Seleccionar la mejor imagen de un grupo de imágenes (la que mejor representa al producto)
- Auditar imágenes cargadas por los usuarios en busca de contenido inadecuado
- Clasificar objetos encontrados en imágenes por satélite

### Verificación/Limpieza de datos
Las empresas con grandes catálogos en línea utilizan Mechanical Turk para identificar entradas duplicadas y verificar detalles de elementos. Estos son algunos ejemplos:
- Des-duplicación de listados de directorios de páginas amarillas
- Identificar productos duplicados en catálogos en línea
- Verificación de detalles de un restaurante (número de teléfono, horarios, etc.)

### Recopilación de información
La diversificación y la escala del personal de Mechanical Turk permiten recopilar mucha información que sería casi imposible de otra forma, por ejemplo:
- Permite a los usuario realizar preguntas, ya sea desde un ordenador o un dispositivo móvil, sobre cualquier tema, para que los empleados puedan dar resultados sobre esas preguntas
- Rellenar datos de encuestas sobre diversos temas
- Escribir comentarios, descripciones y entradas de blog para sitios web
- Buscar elementos de datos o campos específicos en grandes documentos gubernamentales y legales

### Procesamiento de datos
Las empresas usan el potencial de la plantilla de Mechanical Turk para entender y responder de manera inteligente a diferentes tipos de datos:
- Edición y transcripción de podcasts
- Servicio de traducciones humanas
- Clasificación de la exactitud de los resultados de un motor de búsqueda